# 平井隆博
平井 隆博（ひらい たかひろ、1954年3月28日 - ）は、日本の男性俳優、声優、音響監督。福岡県出身。惟プロダクション所属。以前は三船プロダクション、ぱらーた企画、九プロダクションに所属していた。劇団俳小付属養成所卒。ヨダテの会主催。

## 出演

### テレビドラマ
- 海にかける虹〜山本五十六と日本海軍（1983年）
- 春の波涛（1985年） - 座員
- ウェディングベル（1986年）
- 家政婦は見た4（1986年） - 医者
- 真田太平記（1986年） - 豊臣方の侍
- 車椅子の花嫁（1987年）
- 武田信玄（1988年） - 浪人
- 銀河テレビ小説（NHK）
  - 総務部総務課山口六平太（1988年） - 古明地 役

### 映画
- 連合艦隊（1981年）
- 日本海大海戦 海ゆかば（1983年）
- 紅い眼鏡/The Red Spectacles（1987年） - 文明の部下

### 舞台
- 夏のはじまりを落語本と共に（2014年）
- 海野弘 江戸まぼろし草子より弐（2016年）

### テレビアニメ
- 太陽の子エステバン（1982年）
- 星銃士ビスマルク（1984年） - 副官 他
- うる星やつら（1984年）
- ジャングル大帝（1989年 - 1990年）
- 楽しいムーミン一家（1990年） - 大蛇
- 爆れつハンター（1996年）
- こちら葛飾区亀有公園前派出所
  - 第247話「飛び出せ! クリスマス」（2001年） - チーフ
  - 第268話「極秘指令 ミッション・イン五重塔」（2002年） - 警視総監（3代目）
  - 第297話「宝クジを取りもどせ!」（2003年） - 金有銀行支店長
  - 第306話「世界ナンバーワンポリス決定戦!」（2003年） - 警視総監（3代目）
  - 第340話「正直者両さん?」（2004年） - 警視総監（3代目）
  - 第356話「鉄腕リョーツ」（2004年） - 警視総監（3代目）

### 劇場アニメ
- 11人いる!（1986年）
- 天空の城ラピュタ（1986年） - ドーラの子分「ク」[要出典]
- 機動警察パトレイバー the Movie（1989年） - 指揮官[2]
- チョッちゃん物語（1996年） - 上官

### OVA
- 笑う標的（1987年） - 譲の父
- 機動警察パトレイバー（1989年） - 警官[2]
- 暗黒神伝承 武神（1992年） - 五月の父

### ラジオドラマ
- クリス・クロス 混沌の魔王（1994年） - ジャスティ

### ドラマCD
- 魔性の子（1997年） - 傲濫

### ナレーション
- 3時にあいましょう
- モーニングEye

## 演出

### 朗読劇
- ヨダテの会
  - 夏のはじまりを落語本と共に（2014年）
  - 秋の初めに心温めておきましょう（2014年）
  - 海野弘 江戸まぼろし草子より弐（2016年）

### 音響監督
- こてんこてんこ
- シャーロック・ホームズ 緋色の研究
- 魔装機神サイバスター